# Складчастість конседиментаційна
Складчастість конседиментаційна (рос. складчатость конседиментационная, англ. synsedimentary folding, penecontemporaneous folding; нім. Auffaltung f während der Sedimentation) – складчастість гірських порід, що формувалася одночасно з осадонакопиченням. Потужність і фаціальні особливості осадів, що накопичуються, закономірно пов'язані з місцем розташування їх у структурі, яка розвивається (С.С. Шульц, 1937).

## Різновиди складчастості
| - Атектонічна складчастість - Складчастість платформна - Складчастість течії - Складчастість діапірова - Складчастість постумна - Складчастість гравітаційна - Складчастість брилова - Складчастість голоморфна - Складчастість ідіоморфна - Складчастість дисгармонійна - Складчастість нагнітання | - Складчастість куполоподібна - Складчастість успадкована - Складчастість конседиментаційна - Кулісоподібна складчастість - Складчастість паралельна - Складчастість накладена - Складчастість головна - Складчастість поперечна - Складчастість проміжна - Складчастість консеквентна - Складчастість бокового тиску |

## Інтернет-ресурси
- Складчастість конседиментаційна на vseslova